# Rudolf Schurig

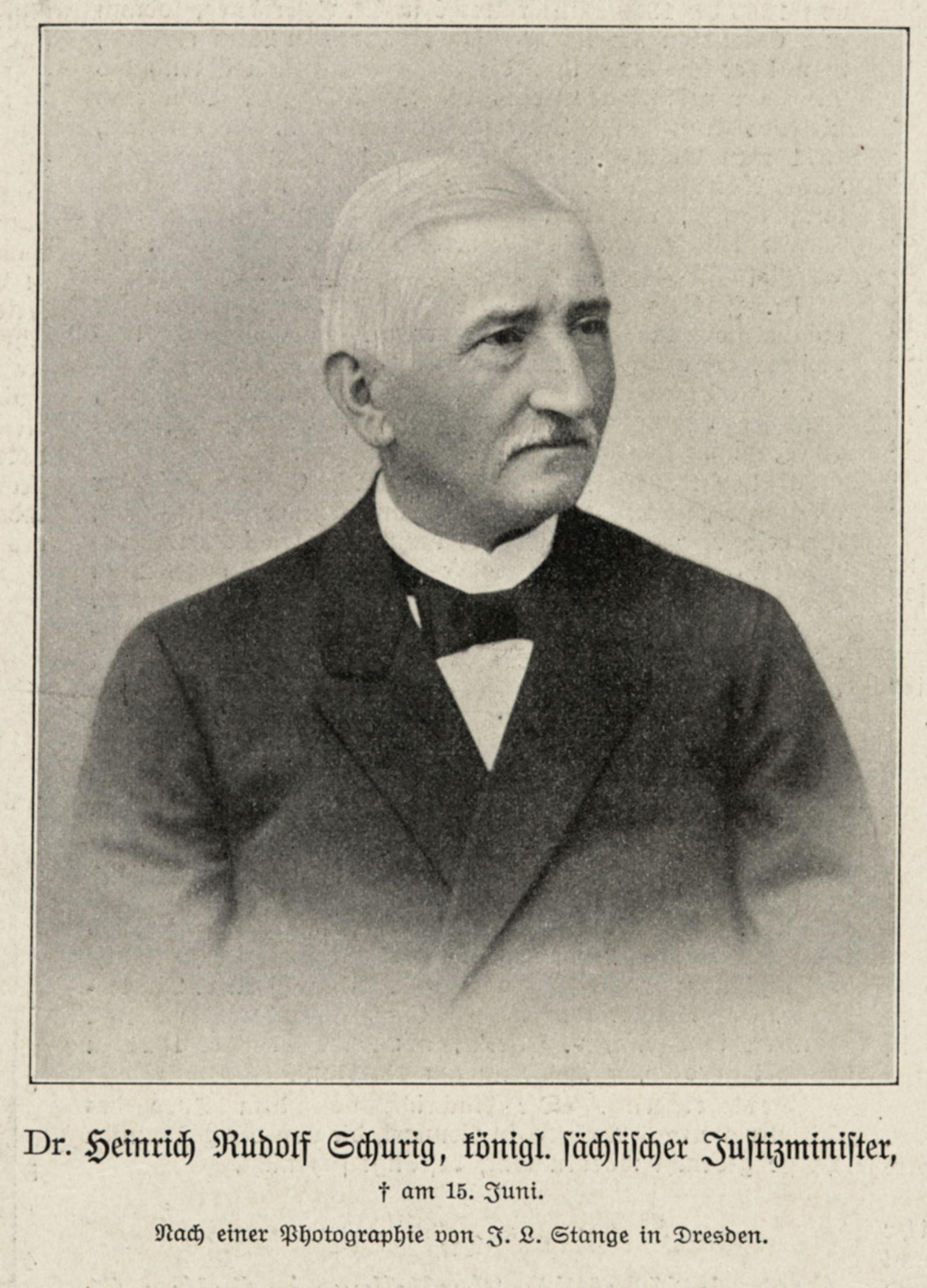
Dr. Heinrich Rudolf Schurig

Heinrich Rudolf Schurig (* 4. März 1835 in Radeberg; † 15. Juni 1901 in Dresden) war ein deutscher Jurist und Politiker. Im Königreich Sachsen bekleidete er das Amt des Justizministers und des Vorsitzenden des Gesamtministeriums.

## Leben und Wirken
Heinrich Rudolf Schurig war der dritte Sohn des Radeberger Kantors Gottfried August Schurig, der 1843 Musikdirektor in Friedrichstadt (Dresden) geworden war. Heinrich Rudolf Schurig studierte von 1854 bis 1857 Rechtswissenschaft und schloss sein Studium mit der Promotion zum Dr. iur. ab. Während des Studiums wurde er im Sommer 1854 Mitglied der Leipziger Universitäts-Sängerschaft zu St. Pauli (heute Deutsche Sängerschaft). Er trat anschließend in den Staatsdienst ein. Seit dem Wintersemester 1864/65 war er als Gerichtsamtsaktuar zugleich als außerordentliche Lehrkraft mit Vorlesungen für Rechtskunde an der Forstakademie Tharandt beauftragt. 1872 wurde er als Rat in das Bezirksgericht und als Vorstand an das Handelsgericht in Chemnitz berufen. 1876 wechselte er als Rat an das Dresdner Appellationsgericht (seit 1879 Oberlandesgericht Dresden). Dort wurde er 1884 zum Landesgerichtspräsidenten berufen. Er fungierte zugleich als königlicher Kommissar bei den juristischen Prüfungen der Universität Leipzig, wo er zum Ehrendoktor ernannt wurde. 1888 wurde er zum Abteilungsdirektor im Justizministerium und Geheimen Rat ernannt. Nach dem Tod von Christian Wilhelm Ludwig von Abeken wurde er 1890 sächsischer Justizminister. Er übernahm am 12. Februar 1895 von Hans von Thümmel auch den Vorsitz des Gesamtministeriums (Ministerpräsident). Beide Ämter hatte er bis zu seinem Tod inne.
Als königlich-sächsischer Staatsminister war Schurig auch Ordenskanzler des Königlich-Sächsischen Albrechts-Ordens. Sein offizieller Titel in dieser Funktion lautete: Dr. Jur. Heinrich Rudolf Schurig, Excell., Staatsminister.
Schurig verstarb mit 66 Jahren in Dresden und wurde auf dem St.-Pauli-Friedhof beigesetzt. Seit seiner Zeit als Minister wurde er häufig als von Schurig angesprochen und in der Presse so bezeichnet. Auf seiner standesamtlichen Sterbeurkunde fehlt das adlige von und auch sonst ist keine Nobilitierung nachweisbar.